# Espacio-tiempo estacionario
En relatividad general, específicamente en las ecuaciones de campo de Einstein, se dice que un espacio-tiempo es estacionario si admite un vector de Killing que es asintóticamente temporal.

## Descripción y análisis
En un espacio-tiempo estacionario, las componentes del tensor métrico, {\displaystyle g_{\mu \nu }}, pueden elegirse de forma que todas sean independientes de la coordenada temporal. El elemento de línea de un espacio-tiempo estacionario tiene la forma {\displaystyle (i,j=1,2,3)}

{\displaystyle \mathrm {d} s^{2}=\lambda (\mathrm {d} t-\omega _{i}\,\mathrm {d} y^{i})^{2}-\lambda ^{-1}h_{ij}\,\mathrm {d} y^{i}\,\mathrm {d} y^{j},}

donde {\displaystyle t} es la coordenada temporal, {\displaystyle y^{i}} son las tres coordenadas espaciales y {\displaystyle h_{ij}} es el tensor métrico del espacio tridimensional. En este sistema de coordenadas el campo vectorial de Killing {\displaystyle \xi ^{\mu }} tiene las componentes {\displaystyle \xi ^{\mu }=(1,0,0,0)}. Aquí {\displaystyle \lambda } es un escalar positivo que representa la norma del vector de Killing, es decir, {\displaystyle \lambda =g_{mu\nu }\xi ^{\mu }\xi ^{\nu }}, y {\displaystyle \omega _{i}} es un vector de tres componentes, llamado vector de torsión, que desaparece cuando el vector de Killing es hipersuperficialmente ortogonal. Este último surge como las componentes espaciales del cuadrivector de torsión {\displaystyle \omega _{\mu }=e_{\mu \nu \rho \sigma }\xi ^{\nu }\nabla ^{\rho }\xi ^{\sigma }}(véase, por ejemplo, p. 163) que es ortogonal al vector de Killing {\displaystyle \xi ^{\mu }}, es decir, satisface {\displaystyle \omega _{\mu }\xi ^{\mu }=0}. El vector de torsión mide el grado en que el vector de Killing no es ortogonal a una familia de hipersuperficies tridimensionales. Una torsión distinta de cero indica la presencia de rotación en la geometría del espacio-tiempo.
La representación de coordenadas descrita anteriormente tiene una interesante interpretación geométrica. El vector de traslación del tiempo El vector de Killing genera un grupo uniparamétrico de movimiento {\displaystyle {\mathcal {G}}} en el espaciotiempo {\displaystyle {\mathcal {M}}}. Identificando los puntos del espacio-tiempo que se encuentran en una trayectoria particular (también llamada órbita) se obtiene un espacio tridimensional (el colector de trayectorias de Killing) {\displaystyle {\mathcal {V}}={\mathcal {M}}/{\mathcal {G}}}, el espacio cociente. Cada punto de {\displaystyle {\mathcal {V}}} representa una trayectoria en el espacio-tiempo {\displaystyle {\mathcal {M}}}. Esta identificación, llamada proyección canónica, {\displaystyle \pi :M\rightarrow V} es una aplicación que envía cada trayectoria dentro de {\displaystyle {\mathcal {M}}} a un punto en {\displaystyle {\mathcal {V}}} e induce una métrica {\displaystyle h=-\lambda \pi *g} en {\displaystyle {\mathcal {V}}} vía pullback. Las cantidades {\displaystyle \lambda }, {\displaystyle \omega _{i}} y {\displaystyle h_{ij}} son todos campos en {\displaystyle {\mathcal {V}}} y, en consecuencia, son independientes del tiempo. Así, la geometría de un espacio-tiempo estacionario no cambia en el tiempo. En el caso especial {\displaystyle \omega _{i}=0} se dice que el espacio-tiempo es estático. Por definición, todo espacio-tiempo estático es estacionario, pero lo contrario no es generalmente cierto, ya que la métrica de Kerr proporciona un contraejemplo.

## Uso como punto de partida para las ecuaciones de campo del vacío
En un espacio-tiempo estacionario que satisface las ecuaciones de Einstein en el vacío {\displaystyle R_{\mu \nu }=0} fuera de las fuentes, el cuadrivector de torsión {\displaystyle \omega _{\mu }} satisface la condición:

{\displaystyle \nabla _{\mu }\omega _{\nu }-\nabla _{\nu }\omega _{\mu }=0,}

y, por tanto, coincide localmente con el gradiente de un escalar {\displaystyle \omega } (llamado escalar de torsión):

{\displaystyle \omega _{\mu }=\nabla _{\mu }\omega }

En lugar de los escalares {\displaystyle \lambda } y {\displaystyle \omega } es más conveniente utilizar los dos potenciales de Hansen, los potenciales de masa y momento angular, {\displaystyle \Phi _{M}} y {\displaystyle \Phi _{J}}, definidos como

{\displaystyle \Phi _{M}={\frac {1}{4}}\lambda ^{-1}(\lambda ^{2}+\omega ^{2}-1),}

{\displaystyle \Phi _{J}={\frac {1}{2}}\lambda ^{-1}\omega .}

En relatividad general el potencial de masa {\displaystyle \Phi _{M}} desempeña el papel del potencial gravitatorio newtoniano. Un potencial de momento angular no trivial {\displaystyle \Phi _{J}} surge para las fuentes en rotación debido a la energía cinética rotacional que, debido a la equivalencia masa-energía, también puede actuar como fuente de un campo gravitatorio. La situación es análoga a la de un campo electromagnético estático en el que se tienen dos conjuntos de potenciales, eléctrico y magnético. En relatividad general, las fuentes giratorias producen un campo gravitomagnético que no tiene un análogo newtoniano.
Una métrica de vacío estacionaria es, por tanto, expresable en términos de los potenciales de Hansen {\displaystyle \Phi _{A}} ({\displaystyle A\in \{M,J\}}) y de la métrica tridimensional {\displaystyle h_{ij}}. En términos de estas cantidades, las ecuaciones del campo de vacío de Einstein pueden ponerse en la forma

{\displaystyle (h^{ij}\nabla _{i}\nabla _{j}-2R^{(3)})\Phi _{A}=0,\,}

{\displaystyle R_{ij}^{(3)}=2[\nabla _{i}\Phi _{A}\nabla _{j}\Phi _{A}-(1+4\Phi ^{2})^{-1}\nabla _{i}\Phi ^{2}\nabla _{j}\Phi ^{2}],}

donde {\displaystyle \Phi ^{2}=\Phi _{A}\Phi _{A}=(\Phi _{M}^{2}+\Phi _{J}^{2})}, y {\displaystyle R_{ij}^{(3)}} es el tensor de Ricci de la métrica espacial y {\displaystyle R^{(3)}=h^{ij}R_{ij}^{(3)}} el escalar de Ricci correspondiente.  Estas ecuaciones constituyen el punto de partida para investigar las métricas estacionarias exactas del vacío.